# ラガシュ・ウンマ戦争
ラガシュ・ウンマ戦争は、戦争に関する直接的な資料が存在するものの中でも、最古の歴史的出来事である。これらの資料は、18の王碑文から構成されているが、ラガシュの統治者によって放棄され、都市国家ラガシュの宗教的首都であった古代ギルス（現在のテルロー）の遺跡の発掘調査で発見されたものであるため、部分的である。この資料に含まれている様々なエピソードは、紀元前2600年から紀元前2350年までのおよそ2世紀半の間に起こったものである。

## 対立の始まり

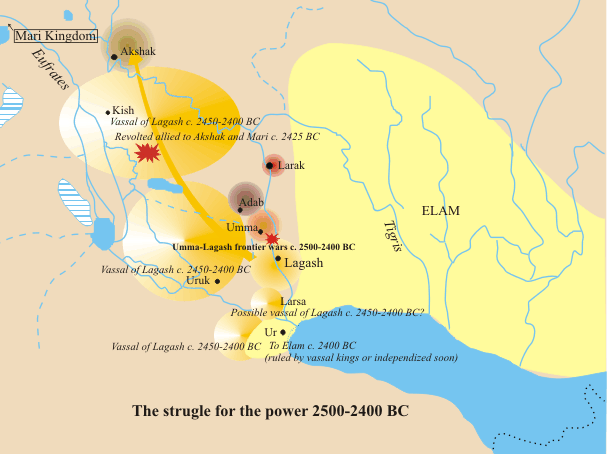
メソポタミアにおける領土争い（紀元前2500-2400年頃）

ラガシュとウンマは、シュメールの地に隣接する2つの都市国家で、約30キロメートル離れており、緊張した関係を保っていた。歴史的な特徴を持った最初の碑文が現れた直後に、衝突の痕跡が見られた。1つの衝突というよりかは、領土争いに端を発した2世紀以上（1世紀は確実）にわたる一連の戦争である。
ウンマ王国とラガシュ王国は非常に近くにあり、ウンマはラガシュの上流に位置し、当時シュメールの中を流れていた水路の支流に面していた。この厄介な近接性は、かなり昔から衝突の種となっていた。後の資料から、紀元前2600年頃にこの2つの都市の間で争いが起こったことが分かっている。 両国の国境にある領土、GU.EDEN.NA（「平野の端」の意）は、灌漑農業地帯であり、大きな争点であった。恐らく、ウンマがこの領土と灌漑用地を領有したことで、ラガシュは迷惑を被っていただろう、なぜなら、そうすることで北の隣国であるウンマは、ラガシュの中を流れる水の制御権を確保することが出来たからである。この一連の衝突は、歴史上で最初の「水戦争」であったかもしれないと提唱した人もいるが、実際には、この戦争を記録した文書に記載されていた唯一の目的は、係争地の領有であった。また、この時期に出現した国家は、隣接していることは滅多になく、人口密度も非常に低かったため、この国境での戦争が例外的なものであったことは注目しておく必要がある。
紀元前2600年頃、ラガシュとウンマが初めて対立した際、この２つの都市は、その対立に関して、当時メソポタミア低地の覇権を握っていたキシュの王メシリムの仲裁を申し立てた。彼はラガシュに有利な裁定を下し、その都市の統治者たちは、 GU.EDEN.NA を支配する自分たちの正当性を明らかにするために、そのことを何度も呼びかけてやまなかった。この仲裁に関する最古の記述は、紀元前2500年頃に在位したラガシュのウル・ナンシェによるものである。 当時、彼は既にウンマの王を倒してしまっていたに違いない。その証拠に、その都市はメシリムの決定を尊重するつもりがなかった。しかし、この状況は長くは続かず、ウル・ナンシェの後継者であるアクルガルは、ウンマのウシュに敗れ、GU.EDEN.NA を失った。

## エアンナトゥムの勝利

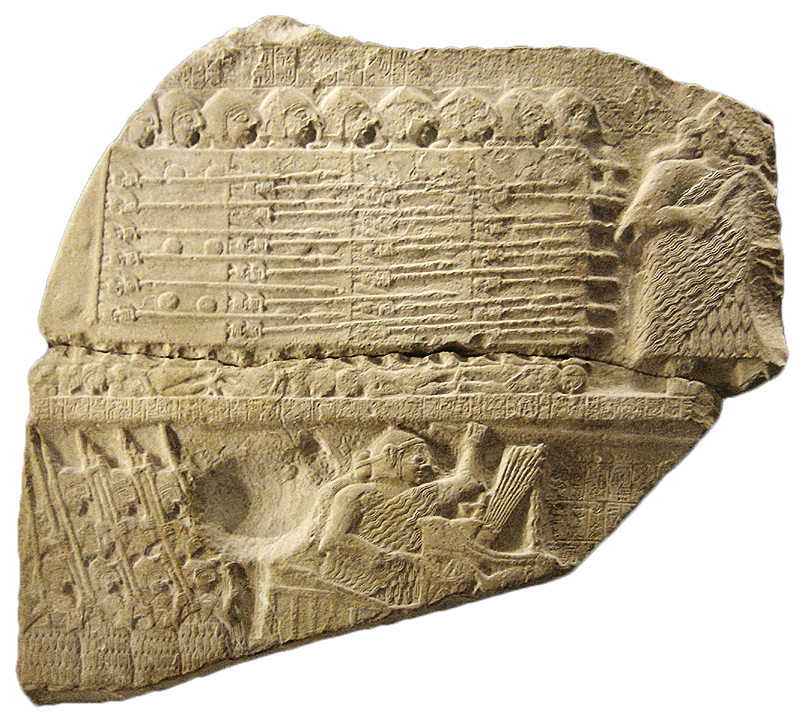
ハゲワシの碑：ラガシュ軍

アクルガルの後継者であるエアンナトゥムは、ハマジ（Hamazi）の王国（現在のイラン）の軍隊がウルの軍を破り、ウルのシュメール支配に終止符を打ったのち、ラガシュの王位に就いた。彼の治世下でも、ウンマとの対立は、GU.EDEN.NA の領土周辺で続いた。この領土は、アクルガルの支配下、そしてウンマのウシュ王の支配下を経て、エアンナトゥムはこれを取り戻すことを自分の責務とした。しかし、ラガシュの王であるエアンナトゥムは、最初は、ハマジの軍を撃退することで、自分の権力をはっきり示そうとしたようである。その後、ウンマとの戦争が再び始まり、最終的に、ラガシュの完全勝利となったようである。エアンナトゥムは、その勝利を記念し、現在パリのルーブル美術館にある有名な記念碑「ハゲワシの碑」を残した。
この碑には、ラガシュの軍隊がウンマの軍隊に圧勝する様子と、ラガシュの主神ニンギルスがエアンナトゥムの軍事行動を支援する様子の２つの局面が描かれている。この記念碑には、歴史上で最初の碑文も刻まれている。この碑文には、エアンナトゥムが GU.EDEN.NA を奪還するために、敵軍を打ち破った時の激しさが記されている。ウンマの統治者であるエナカレは、ウンマの人々が GU.EDEN.NA の土地を開発できるようにするために、ラガシュの王に借地料を支払うことを、6柱の異なる神々にかけて誓わなければならなかった。これがエアンナトゥムが対立を解決するために選んだ方法であり、彼の後継者たちもこれに従った。したがって、彼らは多額の使用料の徴収を確保していた。しかし、この解決策は当該の問題の永続的な解決方法にはならなかった。というのも、この解決策は、ウンマの人々の恨みを募らせるだけであり、使用料の支払いを完全に拒否すれば開戦事由を生み出してしまうだけであったからである。

## 続く戦争

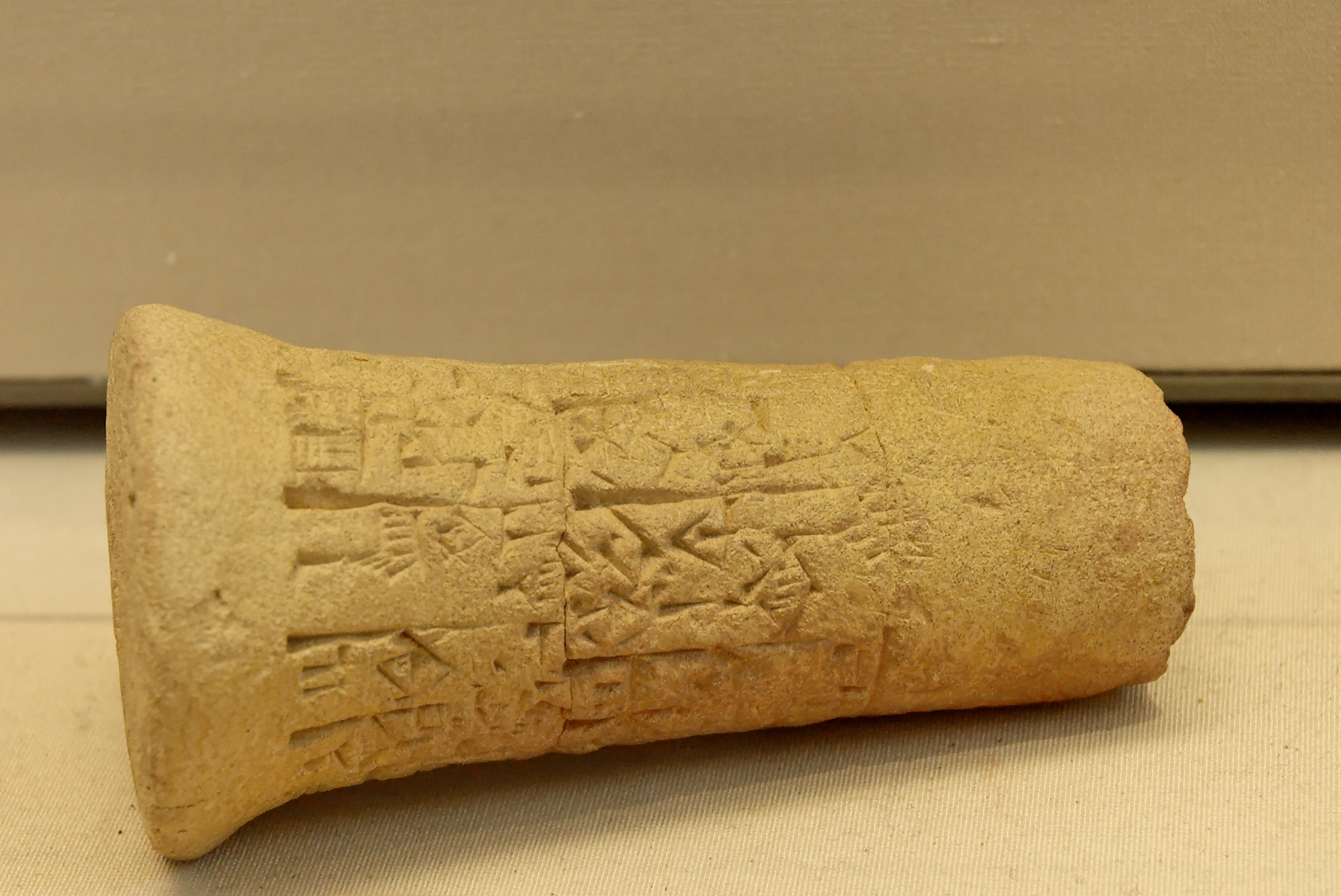
ラガシュのエンテメナとウルクのルガル・キギン・ドゥドゥの和平条約が記された粘土釘（紀元前2400年頃、ルーブル美術館蔵）

エアンナトゥムは、その当時、最も力のある統治者であった。ウンマに勝利した後、多くの敵国が連合を組んだが、彼は勝利を収めた。ラガシュは当時、絶頂期にあった。エアンナトゥムの死後、ウンマの王たちはGU.EDEN.NA の権利を主張し続けた。ウル・ルンマとその後継者イラは領土を奪還し、ラガシュの敗北につながる争いを引き起こし、ラガシュの王エナンナトゥム1世は戦死した。
エナンナトゥム1世の息子であるエンテメナは、すぐに即位し、報復してウンマの軍隊に圧勝した。彼はGU.EDEN.NA を取り戻し、そこで一連の灌漑工事を開始した。彼は、エンテメナの粘土釘と呼ばれる粘土の円錐に刻んだ碑文で、その偉業を記念している。この碑文でエンテメナは、ラガシュ・ウンマ間の長期にわたる戦争を回想し、自分の正当性を証明したメサリムの仲裁と、エナンナトゥムの勝利を思い出している。エンテメナはやがてラガシュ最後の名君となった。特に、彼はウルクの王、ルガル・キギン・ドゥドゥに勝利を収め、その後、シュメールにおける自身の政治的地位を強める条約を締結した。

## ルガルザゲシの勝利
エンテメナの後継者たちは、シュメールにおける権力の座を維持することはできなかったが、ウンマとの対立は一時的に収まった。紀元前24世紀の前半の間には、ウルクの統治者たちが最大の権力者となった。同じ世紀の半ば頃、簒奪者であるウルカギナがラガシュの王位に就いた。碑文の中で彼は、ラガシュで権力を振るっていた不正を排除することによって、自国の秩序を回復したと主張した。ウンマとの戦争が再び始まったのも彼の統治下であった。ウンマの新たな王であるルガルザゲシは、自分の都市を当時最大の政治的権力を持った都市にしようとした。彼は、ウルカギナに対して勝利を収めた。非常に珍しいことではあるが、ウルカギナは、ルガルザゲシが自分に対して犯した悪行を列挙し、敵を呪う碑文の中にルガルザゲシの勝利を記した。しかし、ルガルザゲシはラガシュの王に悩まされることはなく、数々の勝利によってメソポタミア南部の全ての王国を征服した。

## エピローグ: アッカド王サルゴンによる征服
ルガルザゲシの勝利は、ウンマとラガシュの数世紀来の戦争の最終章であり、この時期における都市国家間対立の中で、最もよく知られたものである。領土と灌漑用水路の所有をめぐる、非常に近接した2つの都市間の対立は、この時代のミニ国家間の戦争の典型例である。すなわち、どちらの側も恒久的な勝利を確保することはできず、それぞれの戦争は永続的な解決策をもたらすことなく、必然的に報復を招く結果となってしまう。
この時期、都市国家の範囲はこの種の対立によって閉ざされていたようである。アッカドの王であるサルゴンがキシュで即位したことに伴って、新たな時代が到来した。紀元前2340年頃、サルゴンはルガルザゲシを倒し、メソポタミア南部の覇権を確保した。しかし、彼は伝統的な都市国家の枠組みに満足せず、帝国を建国し、征服した土地を広大な領土的実体（territorial entity）に組み込んだ。ウンマとラガシュは、もはやその構成要素のほんの一部に過ぎなかった。